# Karla Marksa (Dinskaya, Krasnodar)
Karla Marksa (del ruso: Карла Маркса) es un jútor del raión de Dinskaya del krai de Krasnodar del sur de Rusia. Está situado en la orilla izquierda del río Ponura 2º, que desemboca en el Ponura, afluente del río Kirpili, 11 km al oeste de Dinskaya y 21 km al norte de Krasnodar, la capital del krai. Tenía 1 714 habitantes en 2010.
Pertenece al municipio Novotítarovskoye.

## Transporte
Al este de la localidad pasa la carretera federal M4 Don.